# مريم بوعتورة
مريم بوعتورة وتلقب بياسمينة ثائرة وشهيدة من شهداء ثورة التحرير الجزائرية ولدت في 17 يناير 1938 في مدينة نقاوس ولاية باتنة شرق الجزائر اشتغلت ممرضةً في أحد مستشفيات سطيف قبل أن تنضم إلى الثوار مسعفةً وممرضةً، عرفت بطيبتها ووطنيتها إلى أن استشهدت في ميدان الشرف في 08 يونيو 1960 في قسنطينة.

## سيرتها

### العائلة والطفولة

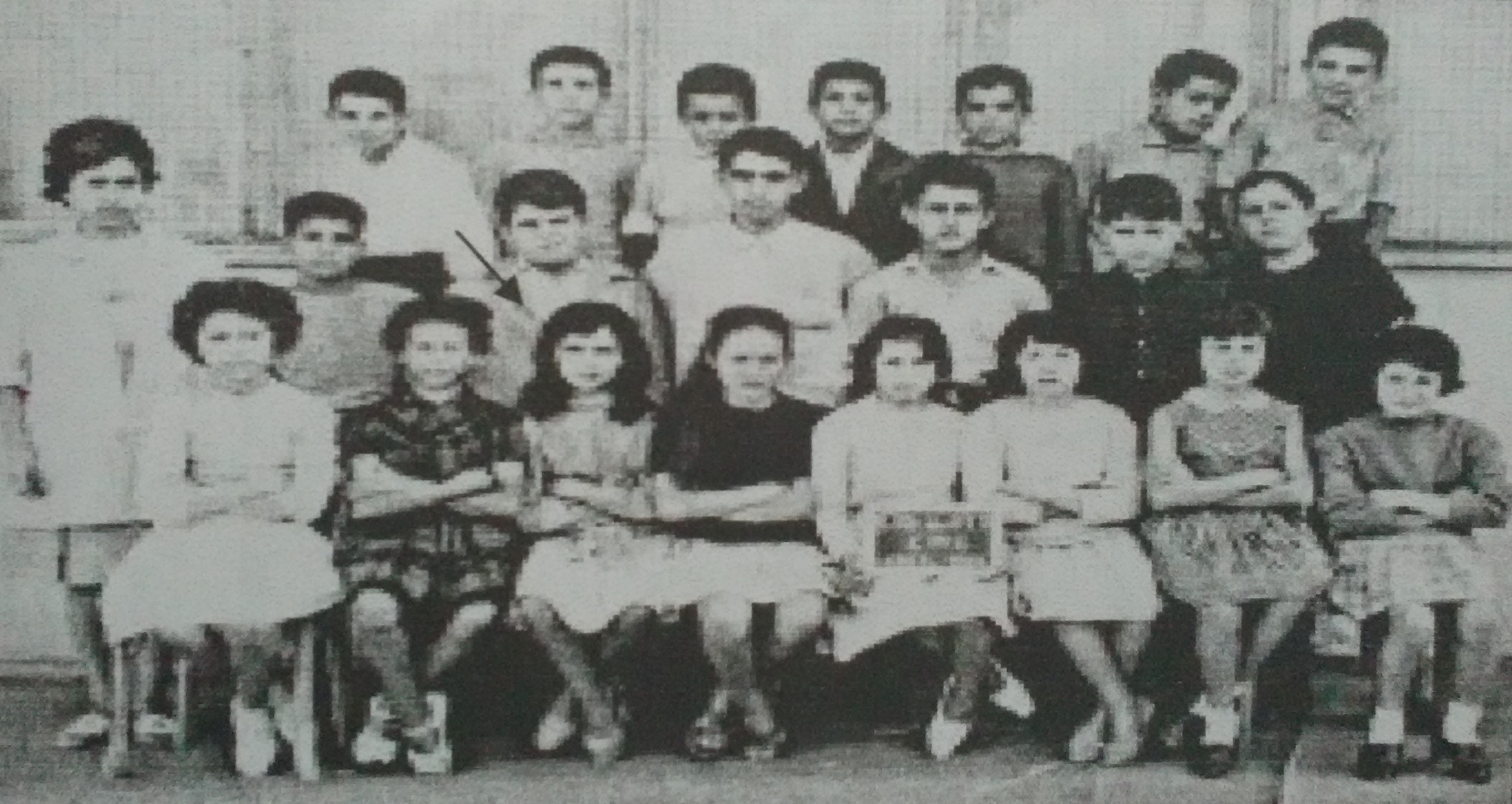
مريم بوعتورة، تلميذة في سطيف.

ولدت مريم بوعتورة يوم 17 يناير 1938 بنقاوس، لعائلة غنية تزرع أراضي مشتة بني يفرن بنقاوس. لُقّبت ياسمينة وأمها تسمى يمينة وأبوها عبد القادر. لها ثلاث إخوة وثلاث أخوات (ليلى حنيفة، حورية، جنينة، نور الدين، صلاح الدين ومحمد العيد).
قضت معظم طفولتها في قرية نقاوس بين عائلة من الفلاحين، ودرست في مدرسة البنات بالقرية، أين منحها والدها كل الدعم لمواصلة دراستها.
في سن العاشرة قرر والدها مغادرة نقاوس للذهاب والاستقرار بسطيف في حي يسمى شومينو لكي يمارس تجارة الملابس واستيراد الملابس الجاهزة، وفتح أبوها تجارة  كان لها نجاح كبير حيث أصبحت عائلتها غنية بالنسبة لغيرها من العائلات المحلية.

### المراهقة

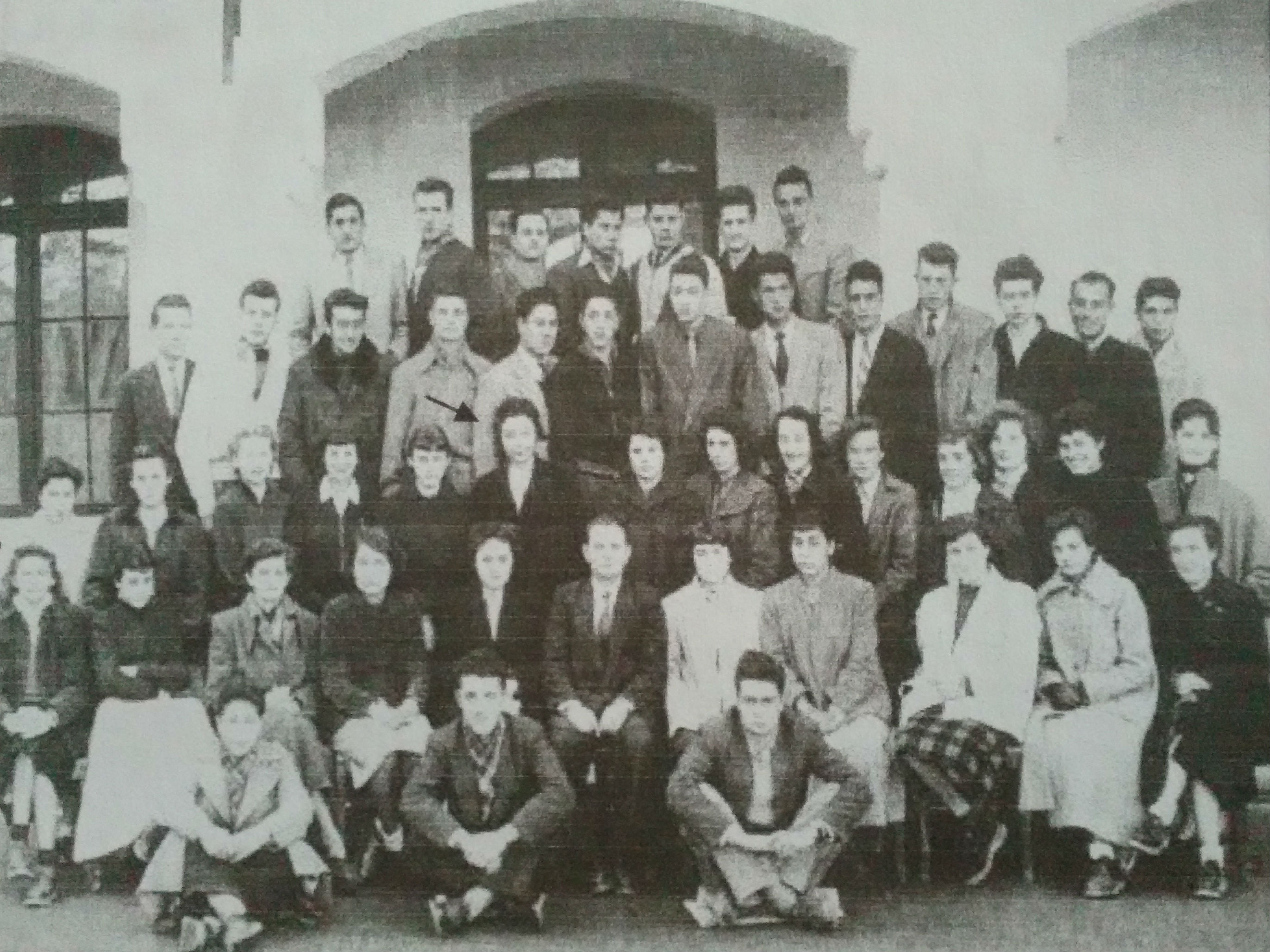
مريم بوعتورة في مستوى الثانية ثانوي، العام الدراسي 1952-1953.

بعد مسيرة دراسية جيدة، تخرجت مريم من ثانوية يوجين ألبيرتيني (محمد كرواني حاليا) بسطيف وأتمت دراستها بنجاح كبير.
كان التأثير الذي سيقودها لتشترك في ثورة التحرير الجزائرية، الوضع الذي عاش فيه أقاربها بالأوراس وعبر سائر الوطن. ملاحظة 1، وكذلك القصص والوقائع الحقيقية، والالروايات التاريخية التي رواها لها والدها في طفولتها، كقصة ديهيا، وأمثالها من قصص الشخصيات الأخرى.
لفتت الفتاة الشابة اهتمام العديد من الشباب، الذين تقدموا لخطبتها، لكن مريم كانت ترفض طلباتهم دائما لأن الموضوع كان لا يهمها. قالت أختها حورية أثناء شهادتها حول مريم الكلمات التي كانت ترددها مريم في تلك المرحلة:
| مريم بوعتورة | لن أتزوج...سأنضم إلى ثورة التحرير...لأحمي بلدي! | مريم بوعتورة |

## كتب
- بورزام، عبد المالك (2011)، عذراء الأوراس والجلاد: من التمريض بالجبال إلى حرب الشوارع والمدن بالشمال.، نقاوس: دار السينما، ص. 158، ISBN:978-9931-302-11-7
- جيلبرت مينير؛ محمد حربي (2004). [مريم بوعتورة في كتب جوجل جبهة التحرير: وثائق وتاريخ، 1954-1962]. مكتبة أرتيمي فاير. ص. 898. ISBN:2702895166. 604 {{استشهاد بكتاب}}: الوسيط غير المعروف |plume= تم تجاهله (مساعدة) وتحقق من قيمة |مسار= (مساعدة)